# Xtormove
Xtormove (en (ucraïnès): Штормове) és un poble de la República Autònoma de Crimea a Ucraïna, que el 2021 tenia 1.124 habitants. Pertany al districte rural de Saki.